# Erland Johnsen
Erland Johnsen (Moss, 5 de Abril de 1967) é um ex-futebolista e atualmente, treinador norueguês.

## Carreira
Johnsen iniciou sua carreira no Moss, em 1983. Alguns anos depois, acabou se transferindo ao Bayern Munique, da Alemanha. Na Baviera, Johnsen conquistou dois títulos nacionais (1989 e 1990). Tendo já iniciado sua segunda temporada na Alemanha, em dezembro de 1989, acabou se transferindo para o Chelsea, da Inglaterra, onde permanecerá pelas próximas oito temporadas.
Na Inglaterra, Johnsen conquistou a Copa da Inglaterra de 1997, quatro temporadas após ter sido vice do mesmo. Apesar do título e bom elenco montado pelo Chelsea na época, ele acabou retornando a sua terra natal para defender o Rosenborg. Depois de uma temporada e meia nos Troillongan, acabou indo para o Strømsgodset, onde encerou a carreira em junho de 1999.

## Seleção
Johnsen defendeu a equipe sub-21 da Noruega, onde disputou dezesseis partidas, não tendo marcado gols, antes de em 1988, fazer sua estreia pela equipe principal, onde disputou dezenove partidas, marcando dois gols. Também esteve presente na Copa do Mundo de 1994, onde disputou a última partida de sua seleção na fase de grupos, contra a Irlanda.
Em 15 de novembro de 1989, Johnsen tenha, talvez, vivido seu melhor momento pela seleção norueguesa: no Hampden Park, onde marcou um gol contra a Escócia do meio de campo (devido a esse gol, que foi transmetido no mundo inteiro pela televisão, o Chelsea o contratou um mês depois). Em 2009, o lendário goleiro escocês Jim Leighton declarou que nunca esqueceria aquele gol, sendo o de mais longa distância que tomou em sua carreira.

## Como treinador
Logo após se aposentar, Johnsen assumiu o Strømsgodset (clube que acabará de se aposentar como jogador), onde o treinou por três anos. Em seguida, ainda treinou sua antiga equipe, o Moss e o Follo. Após dois anos sem treinar nenhuma equipe, acabou assumindo o Lillestrøm, mas permanecendo pouco tempo.